# Batalla de Fort Beauséjour
La Batalla de Fort Beauséjour  va ser la primera gran ofensiva britànica durant la Guerra Franco-Índia (la guerra dels Set Anys a Amèrica del Nord). Va tenir lloc entre el març i el 16 de juny de 1755 i va acabar amb victòria anglesa.

## Batalla
El juny de 1755, el tinent coronel Robert Monckton, comandant una flota de 31 vaixells de transport i tres vaixells de guerra que transportaven 270 regulars britànics i 2.000 milicians, va entrar a la badia de Cumberland. Els vaixells van ancorar a la desembocadura del Riu Missaguash i les tropes van desembarcar sense oposició. Des d'allí, van marxar al proper fort britànic Fort Lawrence per descansar. L'ofensiva va començar el 3 de juny amb un avanç acurat i metòdic cap a la fortificació francesa de Beauséjour. Quan les tropes estaven prou a prop, Monckton va ordenar bombardejar el fort amb morters.
Encara que el comandant del Fort Beauséjour va desafiar als anglesos durant dues setmanes, els francesos tenien poc a fer contra un exèrcit tan nombrós com el que els atacava. El 16 de juny el foc de morter va acabar destruint les defenses franceses i malferint a molts soldats. Els francesos van capitular el 16 de juny.
L'endemà, els francesos van abandonar el fort cedint la frontera amb Acàdia, de manera que els anglesos pràcticament controlaven ara Nova Escòcia.

## Conseqüències
La campanya de 1755 no va resultar ser una victòria estratègica decisiva i ni tan sols va arribar a amenaçar la supremacia francesa a Nova França, sobretot per la desastrosa derrota de Edward Braddock a la batalla de Monongahela. No obstant això, l'impacte que tingué sobre els acadians fou molt gran. Els acadians s'havien declarat neutrals durant la guerra, però durant aquesta batalla alguns es van veure embolicats en el combat del costat francès. Això va generar molts dubtes sobre la seva neutralitat i finalment va comportar una ferotge repressió per part dels anglesos, que els van deportar de les seves terres. Molts d'aquests acadis es van traslladar a Louisiana, sorgint així el poble cajun.